# Urnäsch
Urnäsch é uma comuna da Suíça, no Cantão Appenzell Exterior, com cerca de 2.316 habitantes. Estende-se por uma área de 48,23 km², de densidade populacional de 48 hab/km². Confina com as seguintes comunas: Hemberg (SG), Hundwil, Nesslau-Krummenau (SG), Schönengrund, Schwellbrunn, Waldstatt. 
A língua oficial nesta comuna é o Alemão.